# Papilio polytes
Papilio polytes, el mormón común, es una especie común de mariposa de la familia de los papiliónidos que está ampliamente distribuida a través de Asia.
Esta mariposa es conocida por el mimetismo que presentan las numerosas formas de sus hembras que imitan a las mariposas  papiliónidas no comestibles de cuerpo rojo, como la rosa común y la rosa carmesí.

## Nombres
El nombre común es una alusión a la poligamia que antes practicaban los miembros del Movimiento de los Santos de los Últimos Días (mormones), según Harish Gaonkar, del Museo de Historia Natural en Londres:

... the origins of giving common English names to organisms, particularly butterflies for tropical species started in India around the mid 19th century ... The naming of Mormons evolved slowly. I think the first to get such a name was the Common Mormon (Papilio polytes), because it had three different females, a fact that could only have been observed in the field, and this they did in India. The name obviously reflected the ... Mormon sect in America, which as we know, practiced polygamy.
... los orígenes de dar nombres comunes en inglés a los organismos, en particular a las especies de mariposas tropicales, comenzaron en la India a mediados del siglo XIX ... La denominación de los mormones evolucionó lentamente. Creo que el primero en obtener ese nombre fue el Mormón Común (Papilio polytes), porque tenía tres hembras diferentes, un hecho que solo pudo haberse observado en el campo, y esto lo hicieron en la India. El nombre obviamente reflejaba la ... secta mormona en Estados Unidos, que, como sabemos, practicaba la poligamia.
Harish (Honnayya) S. Gaonkar

El nombre científico se construye a partir de la palabra latina para mariposa, papilio, y el prefijo griego para muchos, poli.

## Área de distribución
Pakistán, India, Bangladés, Nepal, Sri Lanka, Maldivas, Birmania, Tailandia, sur y oeste de China (incluyendo las provincias Hainan y Cantón), Taiwán, Hong Kong, Japón (islas Ryūkyū), Vietnam, Laos, Camboya, islas Andamán, islas Nicobar, Malasia Oriental y peninsular, Brunéi, Indonesia (excepto islas Molucas y Nueva Guinea Occidental), Filipinas, e islas Marianas del Norte (Saipán).

## Estado
Muy común. No amenazado.

## Descripción
Mariposa de color negro azabache con fila de manchas blancas a lo largo de la parte media del ala posterior. 90–100 mm.

### Macho
El macho tiene una única fase o morfo. Es una mariposa  papiliónida de color oscuro. La parte superior del ala anterior tiene una serie de manchas blancas que disminuyen de tamaño hacia el ápice. La parte superior del ala posterior tiene una banda discal completa de puntos blancos alargados. Puede o no tener medias lunas rojas marginales. Los machos son generalmente de tamaño más pequeño que las hembras, pero no siempre. Tanto el macho como todas las fases de la hembra de P. polytes pueden variar considerablemente en tamaño según la región climática.

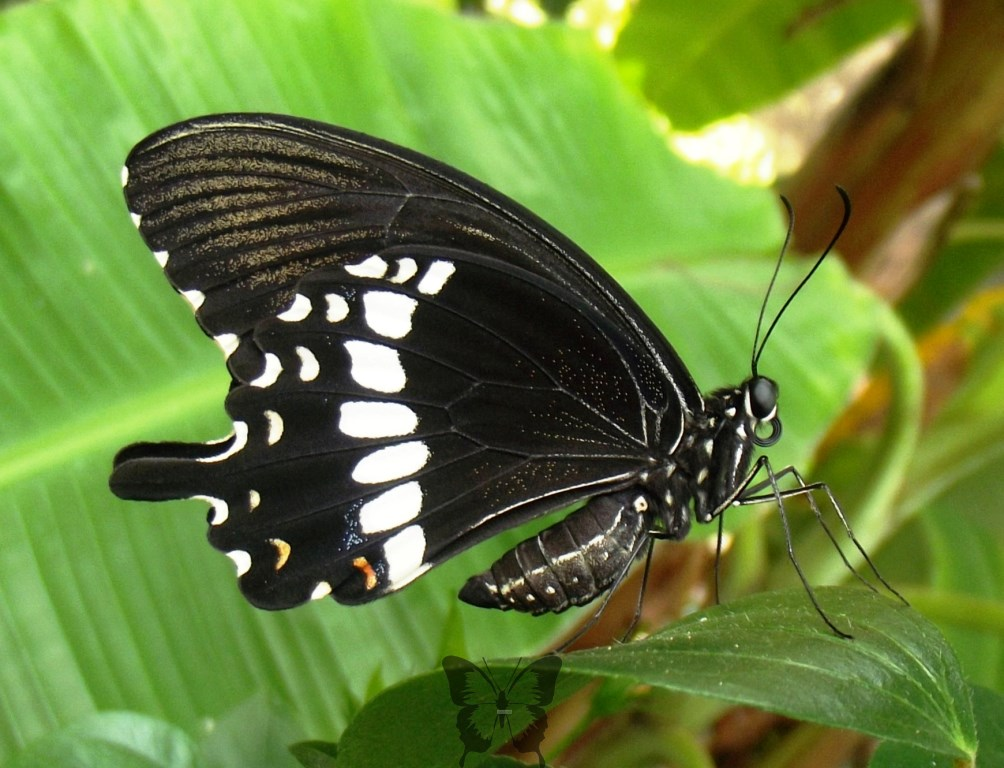
Macho, fase cyrus Reverso
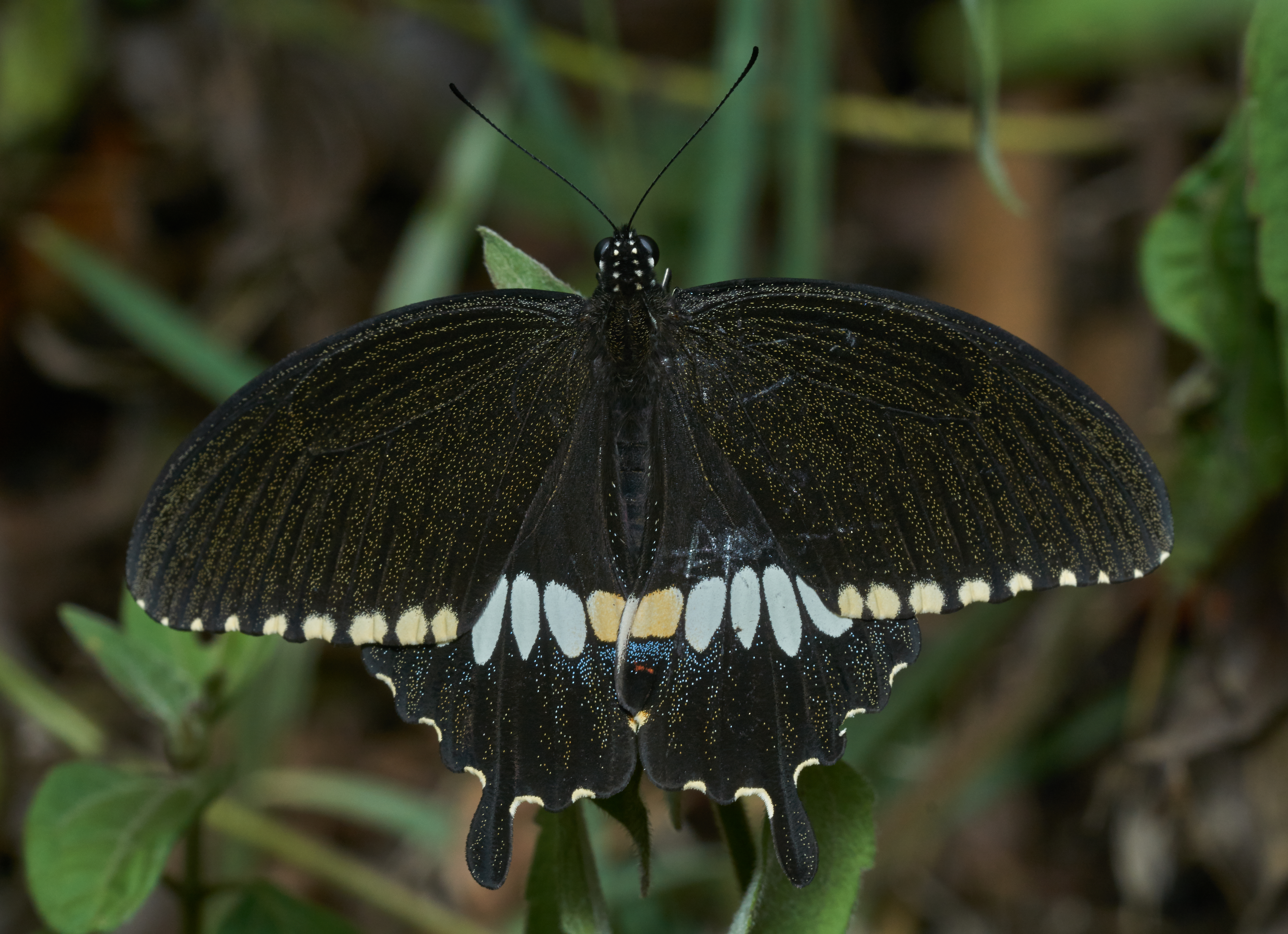
Macho, fase cyrus Anverso

### Hembra
La hembra del mormón común es polimórfica. En el subcontinente indio tiene varias formas, fases o morfos, que son los siguientes:
Fase cyrus
Esta forma es similar al macho, diferenciándose en que siempre tiene medias lunas rojas fuertemente marcadas. Es el menos común de los tres morfos. Abunda normalmente donde la rosa común y la rosa carmesí no se encuentran, como ocurre en el estado indio de Himachal Pradesh, alrededor de su capital Shimla; aunque también se han capturado algunos especímenes de forma romulus.
Fase stichius
Esta forma hembra del mormón común imita muy bien a la rosa común. Este es el morfo más abundante dondequiera que vuele la rosa común.
Fase romulus
Esta forma hembra imita a la rosa carmesí y es común en su área de distribución. No es una imitación tan cercana como la de la forma anterior, pues es más opaca que su modelo. Es fácil diferenciar a las imitadoras de las modelos por el color de su cuerpo: las modelos tienen el cuerpo rojo y las imitadoras lo tienen negro.

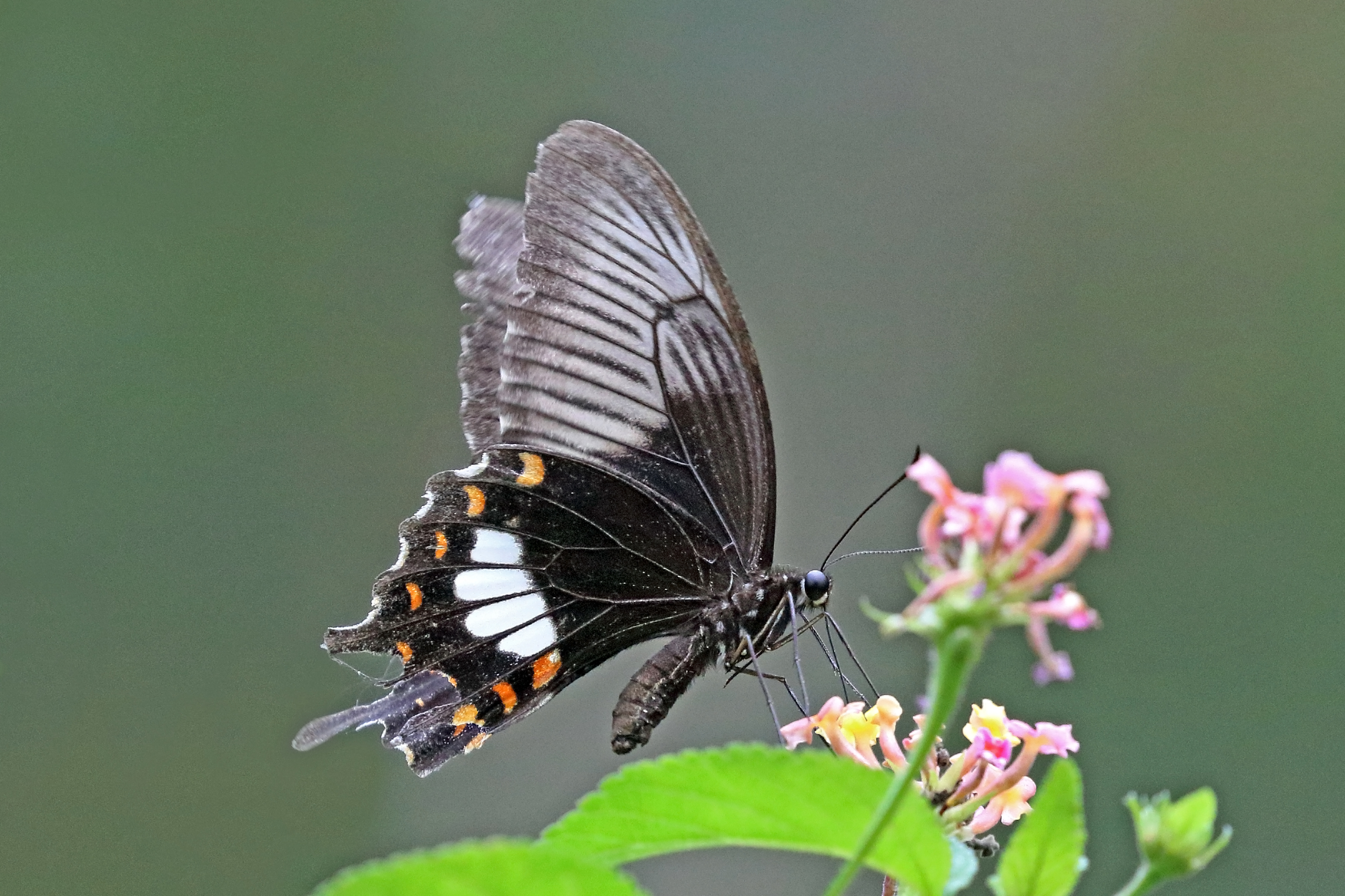
Fase hembra cyrus Reverso
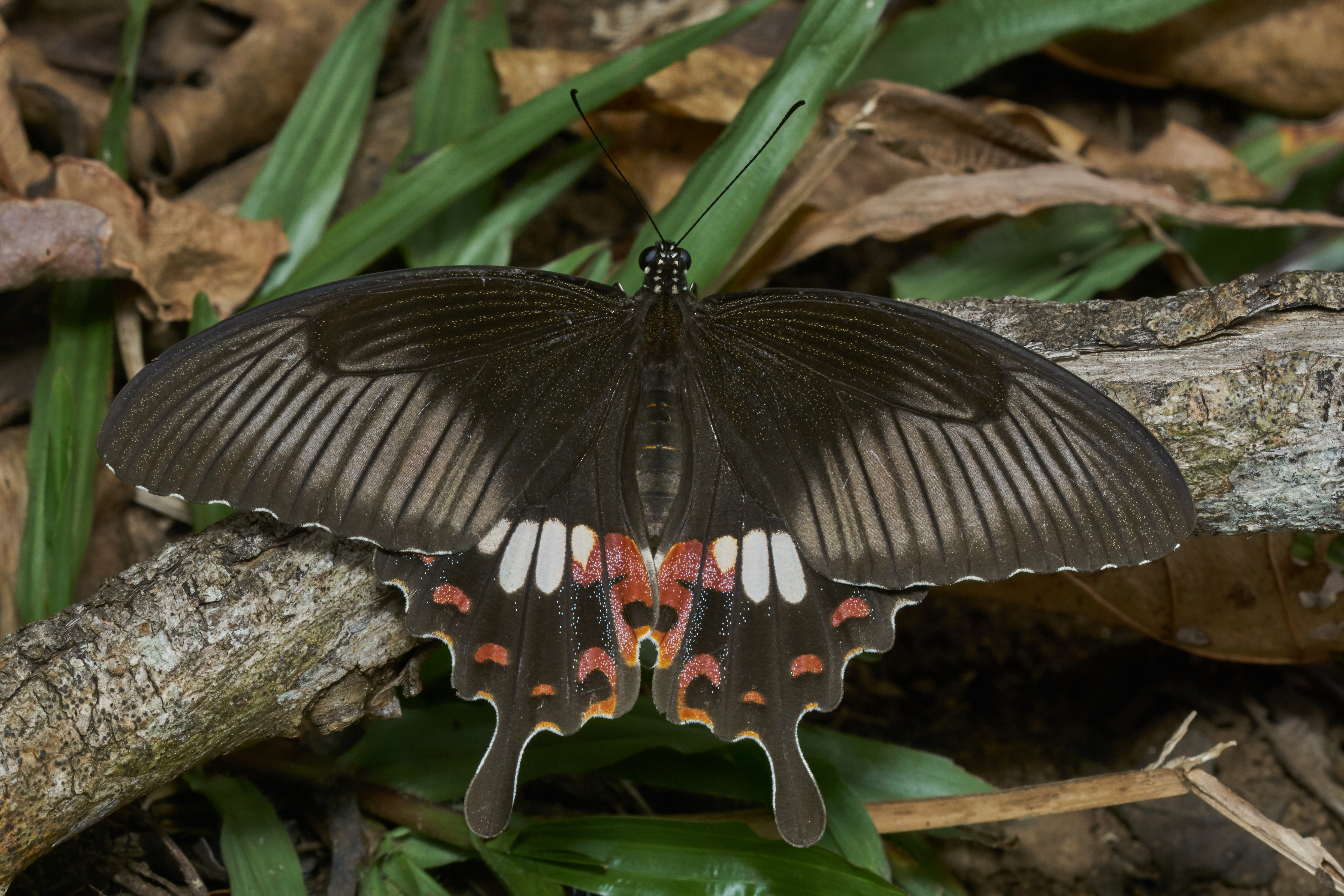
Fase hembra stichius Anverso
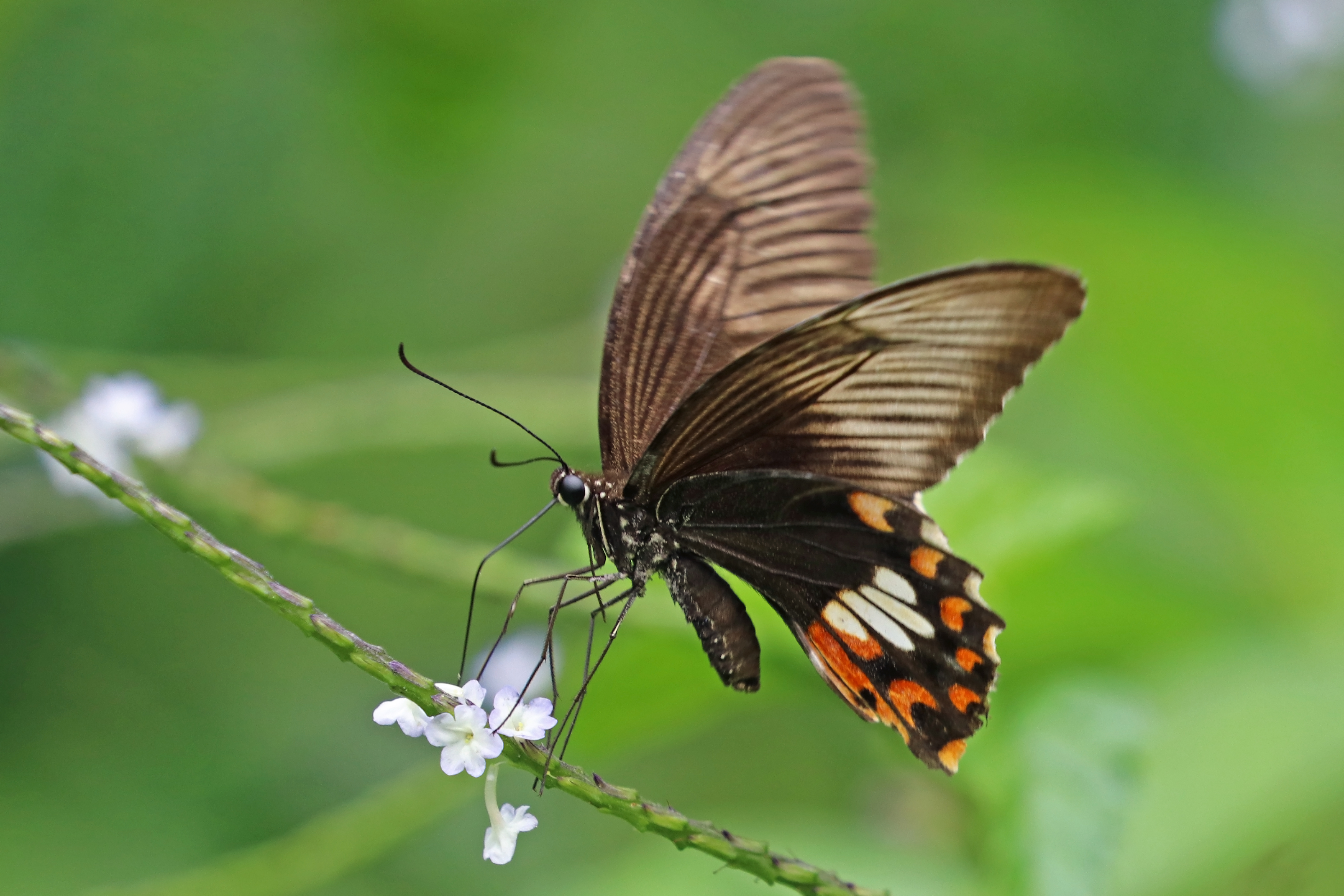
Fase hembra stichius Reverso
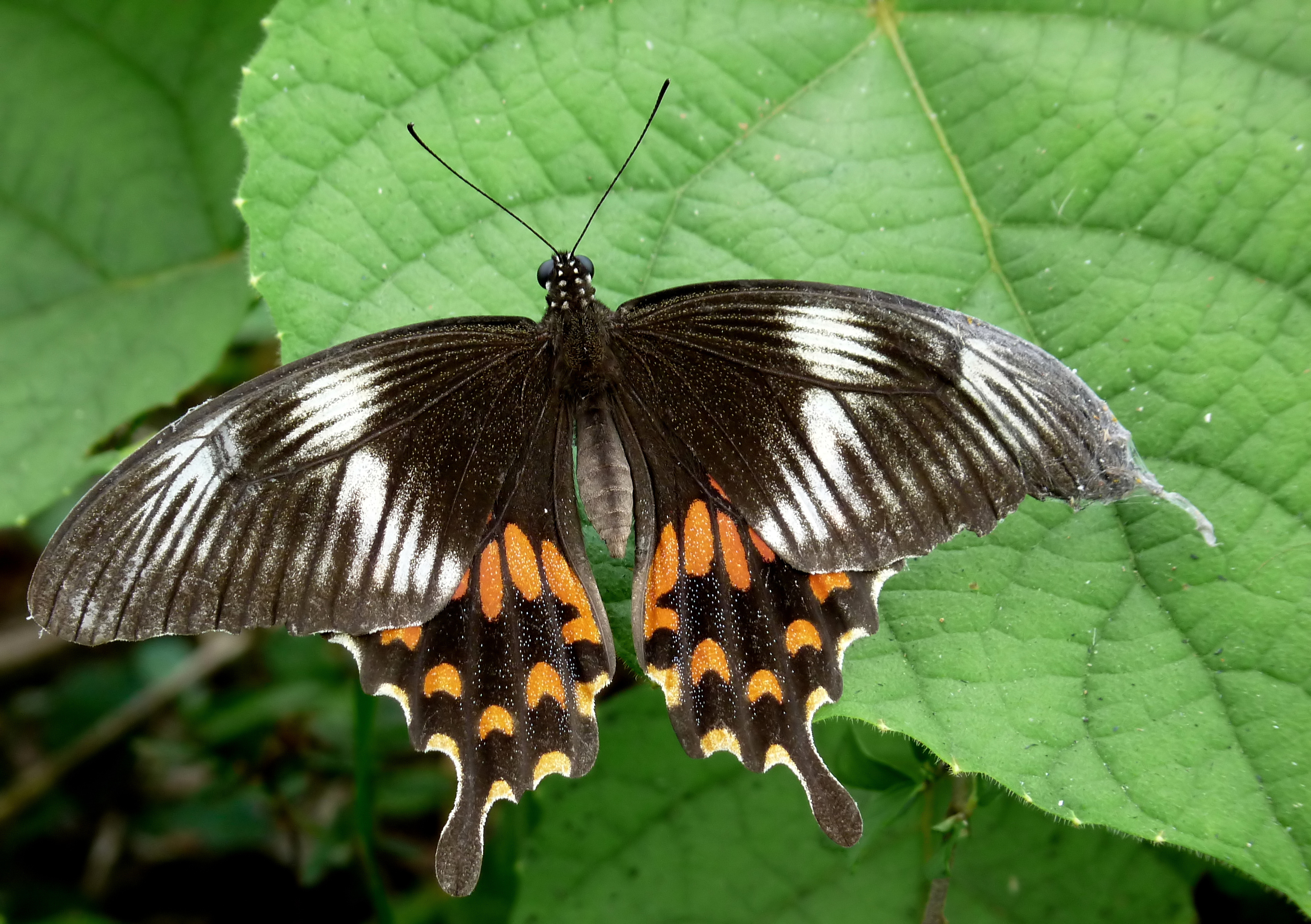
Fase hembra romulus Anverso
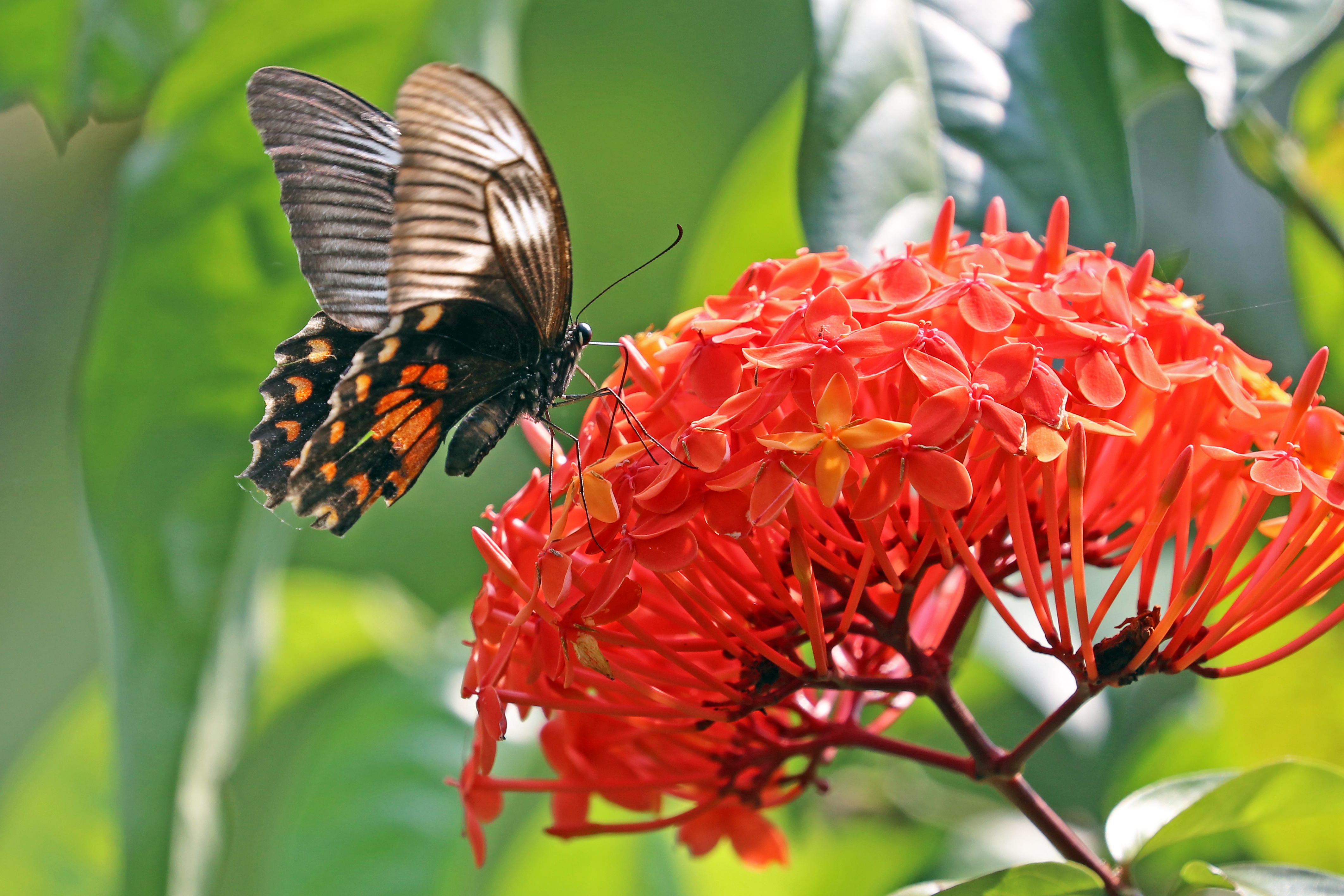
Fase hembra romulus Reverso

### Ginandromorfos
Esta especie tiene una variabilidad genética considerable y se sabe que produce ginandromorfos, aberraciones genéticas que son en parte machos y en parte hembras.

## Taxonomía
Papilio polytes es el miembro nominal del grupo de especies de polytes. Los miembros del clado son:
- Papilio polytes Linneo, 1758
- Papilio ambrax Boisduval, 1832
- Papilio phestus Guérin-Méneville, 1830

Las subespecies de Papilio polytes listadas alfabéticamente son:
- P. p. alcindor Oberthür, 1879 – Buton, isla Selayar y Célebes
- P. p. alphenor Cramer, 1776 – Filipinas
- P. p. javanus Felder, 1862 – Bali, isla de Bangka, isla de Belitung, Java y sur de Sumatra
- P. p. latreilloides Yoshino, 2018 – Norte de Yunnan y Noreste de Vietnam
- P. p. ledebouria Eschscholtz, 1821 – Filipinas
- P. p. messius Fruhstorfer, 1909 – Lombok
- P. p. nicanor C. y R. Felder, 1865 – Bacan, Halmahera, Morotai, islas Obi y Ternate
- P. p. nikobarus C. Felder, 1862 – Islas Nicobar
- P. p. pasikrates Fruhstorfer, 1908 – Filipinas (Batanes) y Taiwán
- P. p. perversus Rothschild, 1895 – Isla Sangir e islas Talaud
- P. p. polycritos Fruhstorfer, 1902 – Islas Banggai e islas Sula
- P. p. polytes Linneo, 1758 – Indochina, Taiwán y China
- P. p. romulus Cramer, [1775] – India, Sri Lanka y Birmania
- P. p. rubidimacula Talbot, 1932 – Oeste de Yunnan
- P. p. sakiboso Yoshino, 2018 – Oeste de Sichuan
- P. p. sotira Jordan, 1909 – Sumbawa
- P. p. steffi (Page y Treadaway, 2003) – Bongao, Sibutu y Tawi-Tawi en las Filipinas
- P. p. stichioides Evans, 1927 – Islas Andamán del sur
- P. p. theseus Cramer, 1777 – Sumatra y Borneo
- P. p. timorensis C. y R. Felder, 1864 – Islas Babar, Wetar, islas Leti, y posiblemente Timor
- P. p. tucanus Jordan, 1909 – Islas Tukangbesi
- P. p. vigellius Fruhstorfer, 1909 – Bawean

## Mimetismo

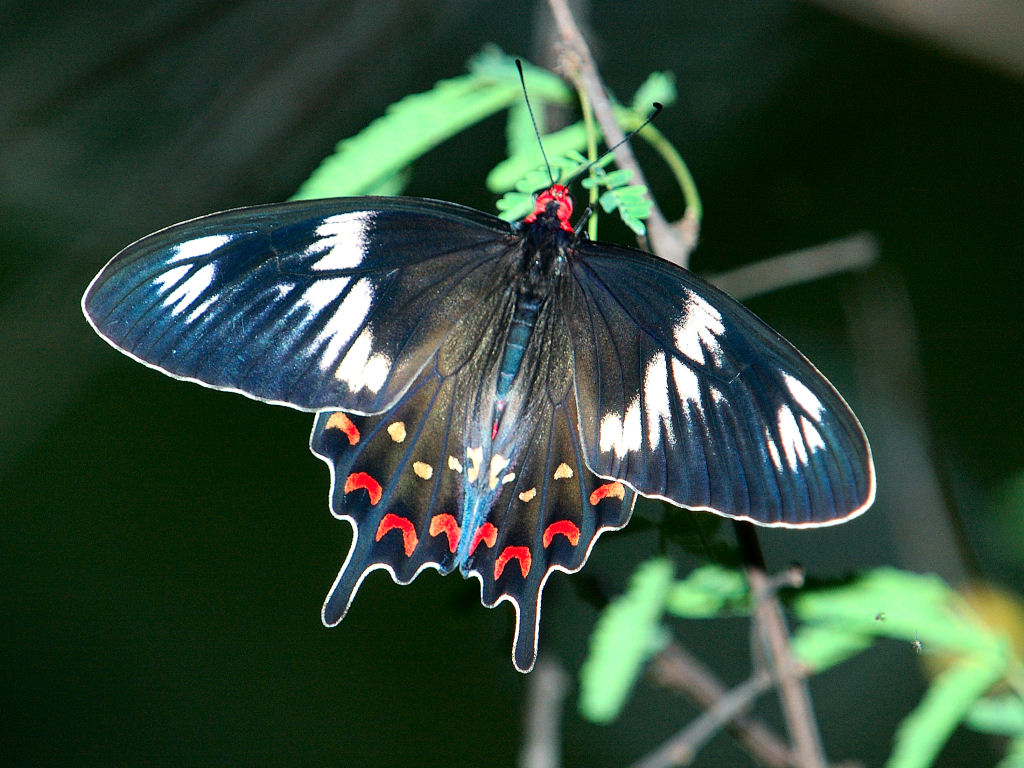
Rosa carmesí, comparar con fase romulus

En India esta mariposa está considerada como el ejemplo clásico de mimetismo batesiano, en el cual las especies comestibles se asemejan a las mariposas de sabor desagradable para evitar ser devoradas por los depredadores.
Las poblaciones de los morfos imitadores del mormón común son mucho más pequeñas que las de sus modelos: la rosa común o carmesí. Por eso es más probable que los depredadores capturen primero al modelo de sabor desagradable y así aprendan a evitarlas.
Poblaciones más grandes de imitadores podrían dar como resultado que los depredadores prueben primero al mormón común. Si esto llegara a pasar, el depredador no se daría cuenta de que las mariposas con ese color y patrón están protegidas por los venenos que ingieren, reduciendo así drásticamente la efectividad de este esquema de protección.
En la isla Célebes de Indonesia, a pesar de que la rosa común es abundante, el morfo hembra del mormón común que allí se encuentra imita a una mariposa completamente diferente: Pachliopta polyphontes.
Un solo gen, doublesex (dsx), regula los patrones de ala complejos, los colores y las estructuras requeridas para este mimetismo.

## Hábitat
El mormón común prefiere terrenos ligeramente arbolados, pero está presente en todas partes, incluso en lo alto de las colinas. Es un visitante habitual de los jardines, siendo especialmente abundante en los huertos de sus plantas alimenticias: naranjas y limas. Es más frecuente durante los meses del monzón y post-monzón.

## Hábitos

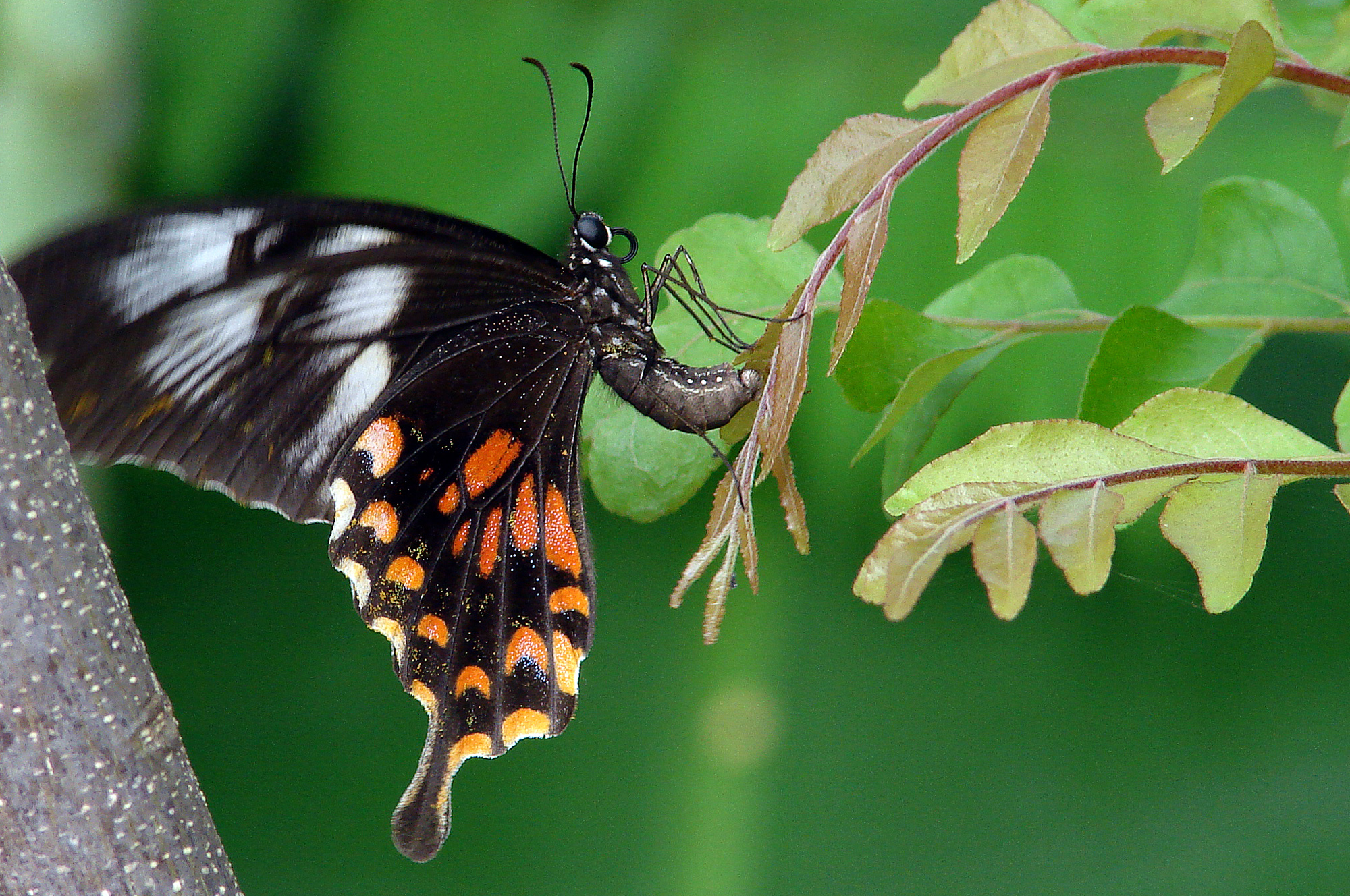
Fase hembra romulus poniendo un huevo en Murraya paniculata

Al mormón común le gusta visitar las flores y su larga probóscide le permite alimentarse de las flores que tienen largos tubos corolares. Es asiduo visitante de Lantana, Jatropha, Ixora, y Mussaenda en los jardines de la ciudad. En los bosques, el mormón común vuela bajo, manteniéndose a menos de tres metros del suelo, y prefiere visitar Asystasia, Peristrophe, y Jasminum para obtener néctar.
El mormón común macho es un visitante frecuente en los jardines, donde se lo verá flotando sobre las flores cuando brilla el sol. Es un insecto inquieto, zigzaguea rápido y recto cerca del suelo, y solo se posa para alimentarse.
Las fases hembra stichius y romulus son imitadores muy convincentes debido a sus hábitos, especialmente los patrones de vuelo, que son muy similares a los de sus modelos, la rosa común y la rosa carmesí respectivamente. Sin embargo, al carecer de la protección que tienen sus modelos, tienden a ser más fáciles de molestar y vuelan erráticamente.
Solo los machos participan en encharcamientos, generalmente en lugares sombreados y frescos en lugar de en áreas abiertas. Se sabe que se acumulan en suelos salinos para extraer minerales.
Ambos sexos toman el sol en arbustos cerca del suelo. Mantienen sus alas planas contra el sustrato. El ala anterior se baja para cubrir parte del ala posterior en una postura típica del mormón común.
Los mormones comunes pasan la noche asentados en la vegetación con las alas abiertas, generalmente bastante cerca del suelo.

## Ciclo de vida

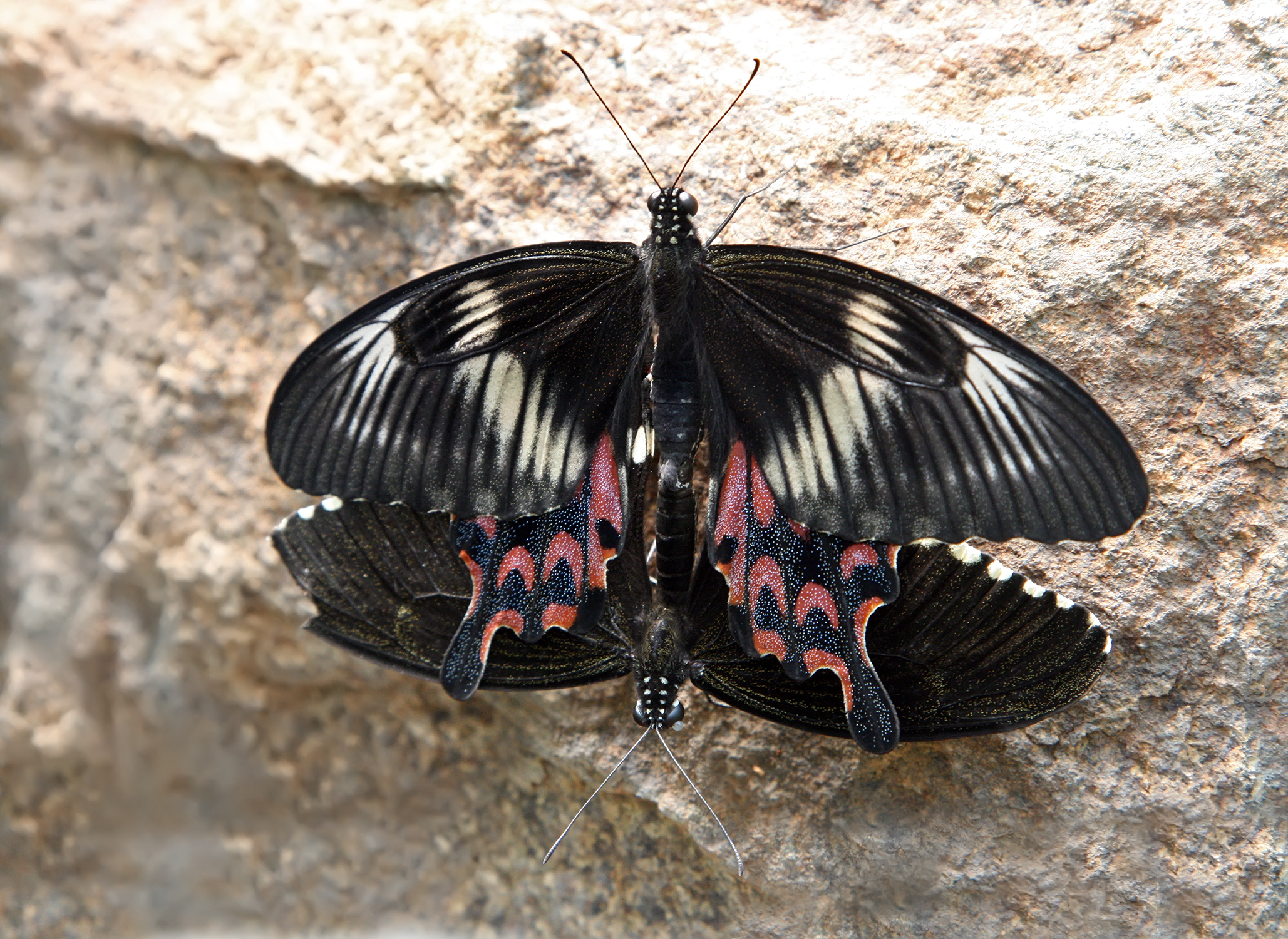
Pareja de apareamiento con la hembra en fase romulus en la parte superior
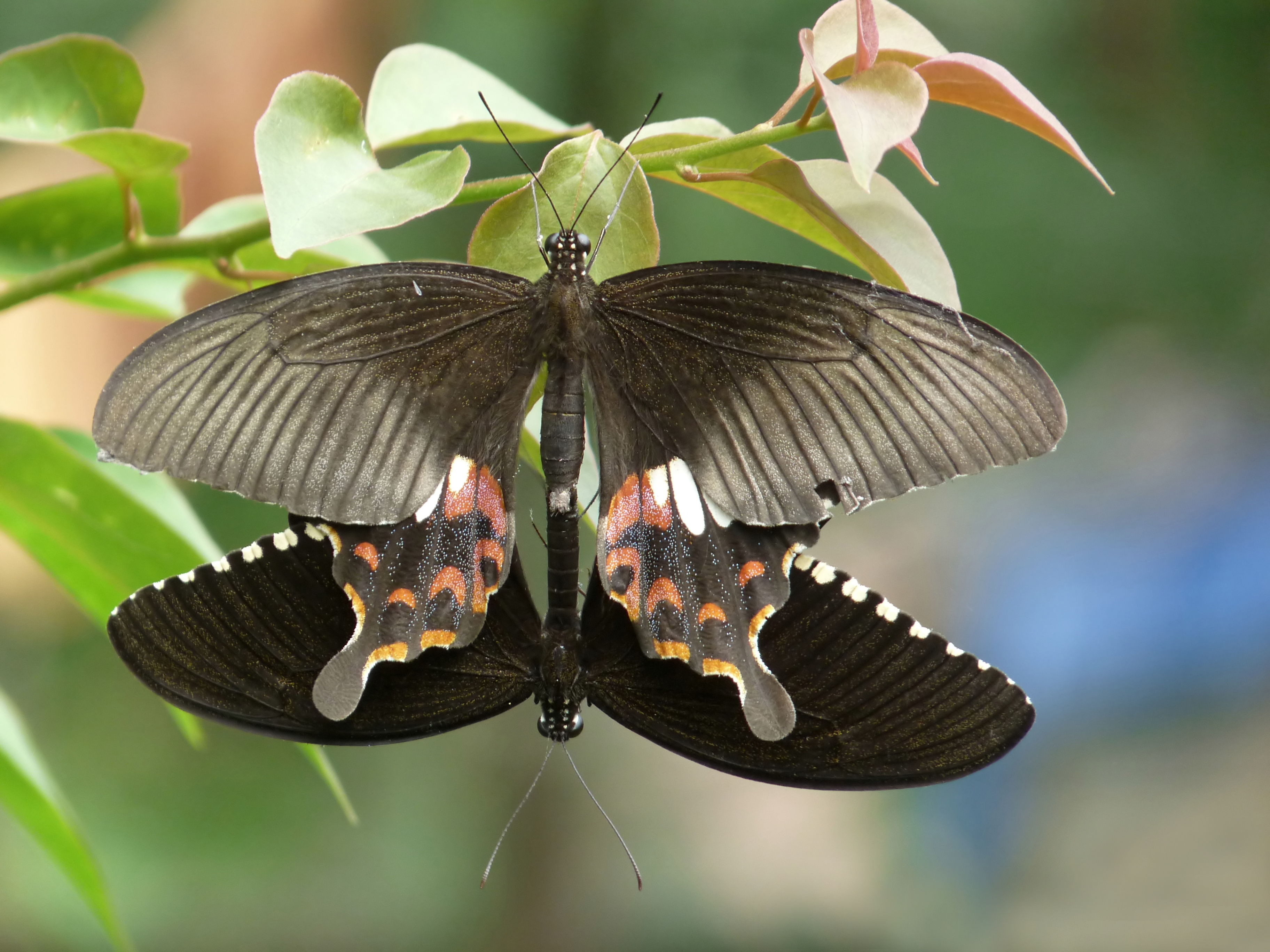
Pareja de apareamiento con la hembra en fase stichius en la parte superior
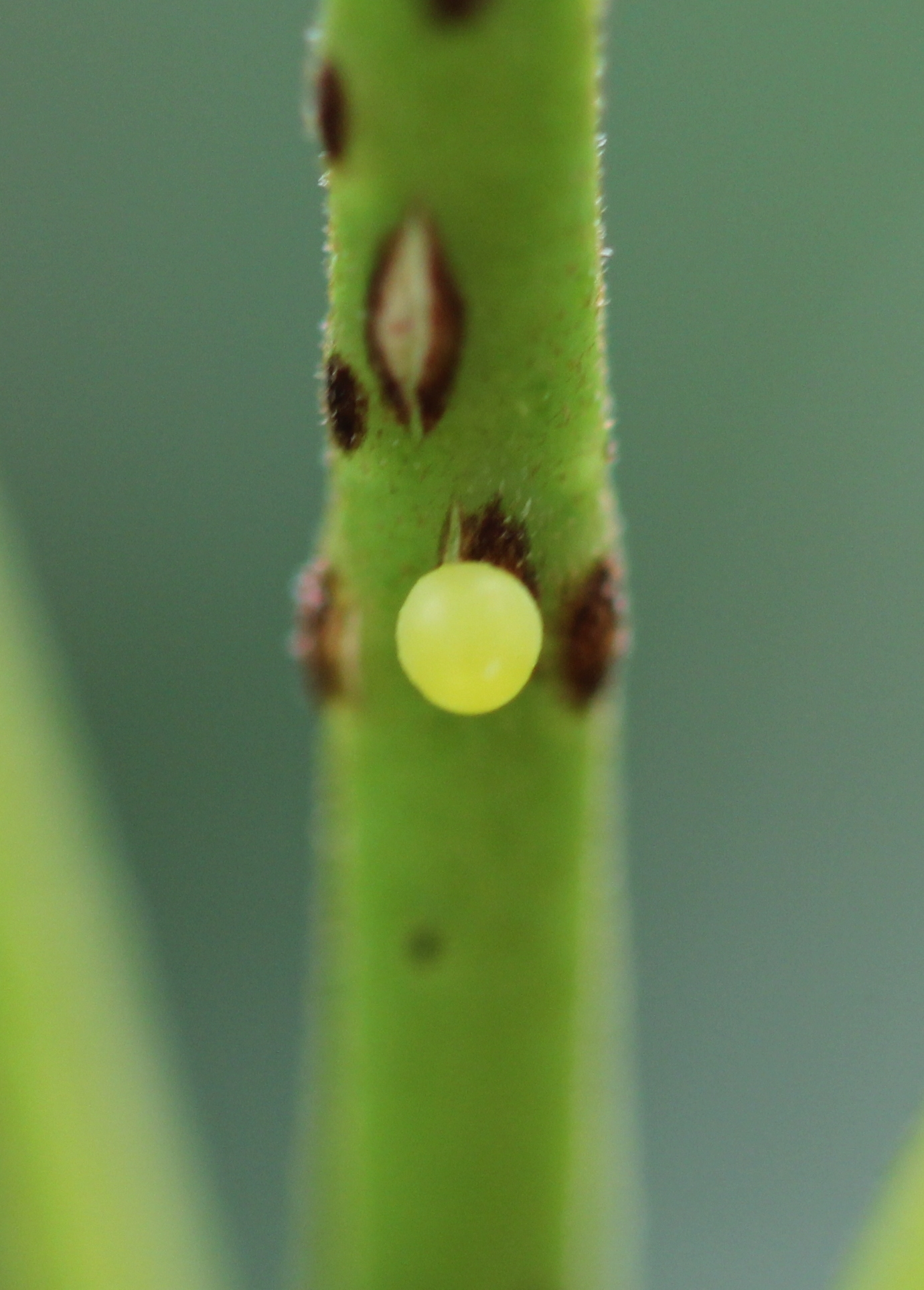
Huevo de mormón común
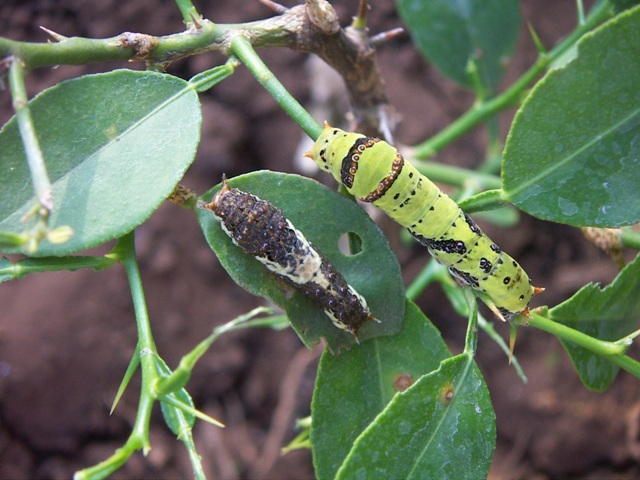
Orugas en diferentes estadios
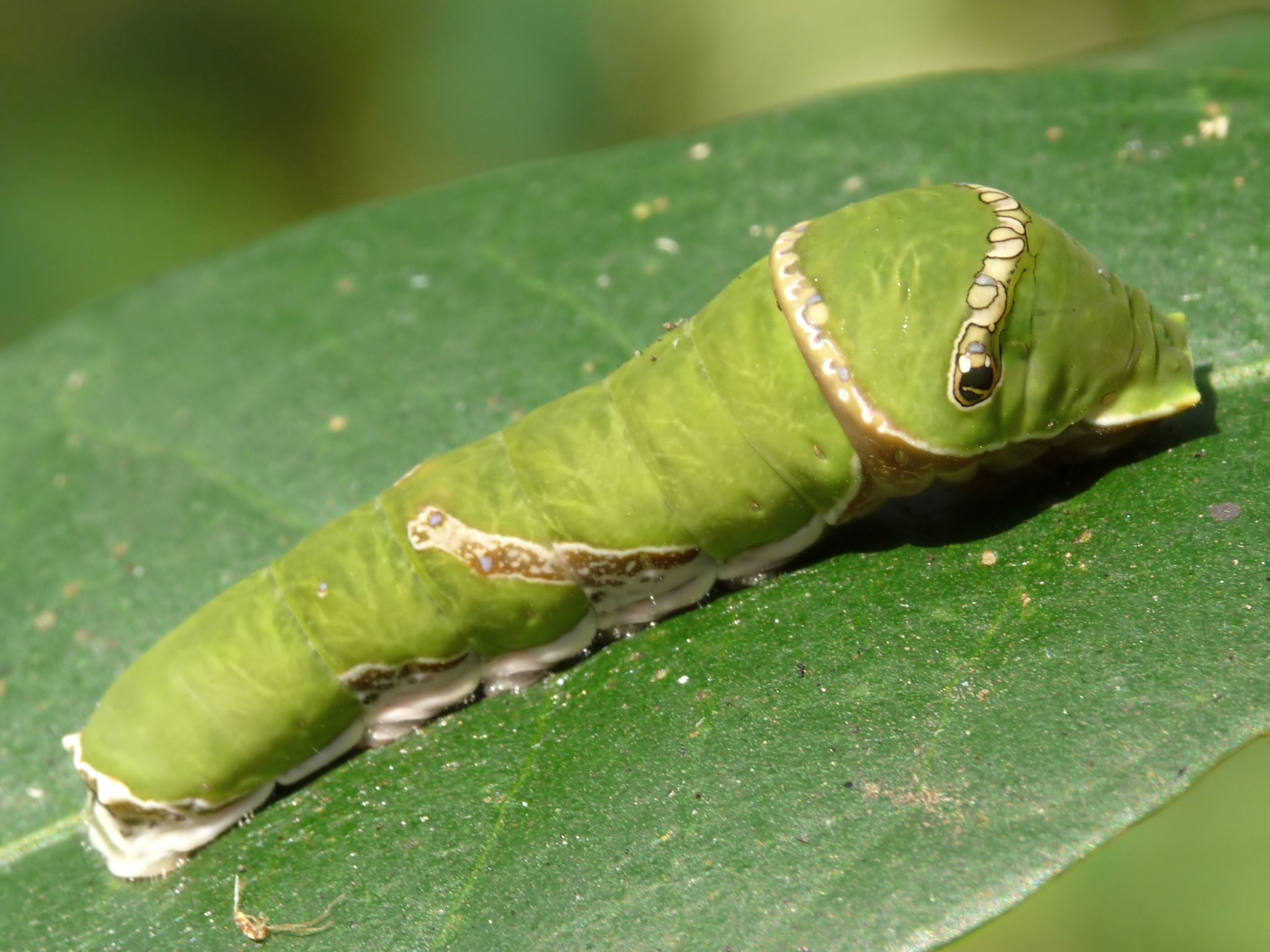
Estadio posterior
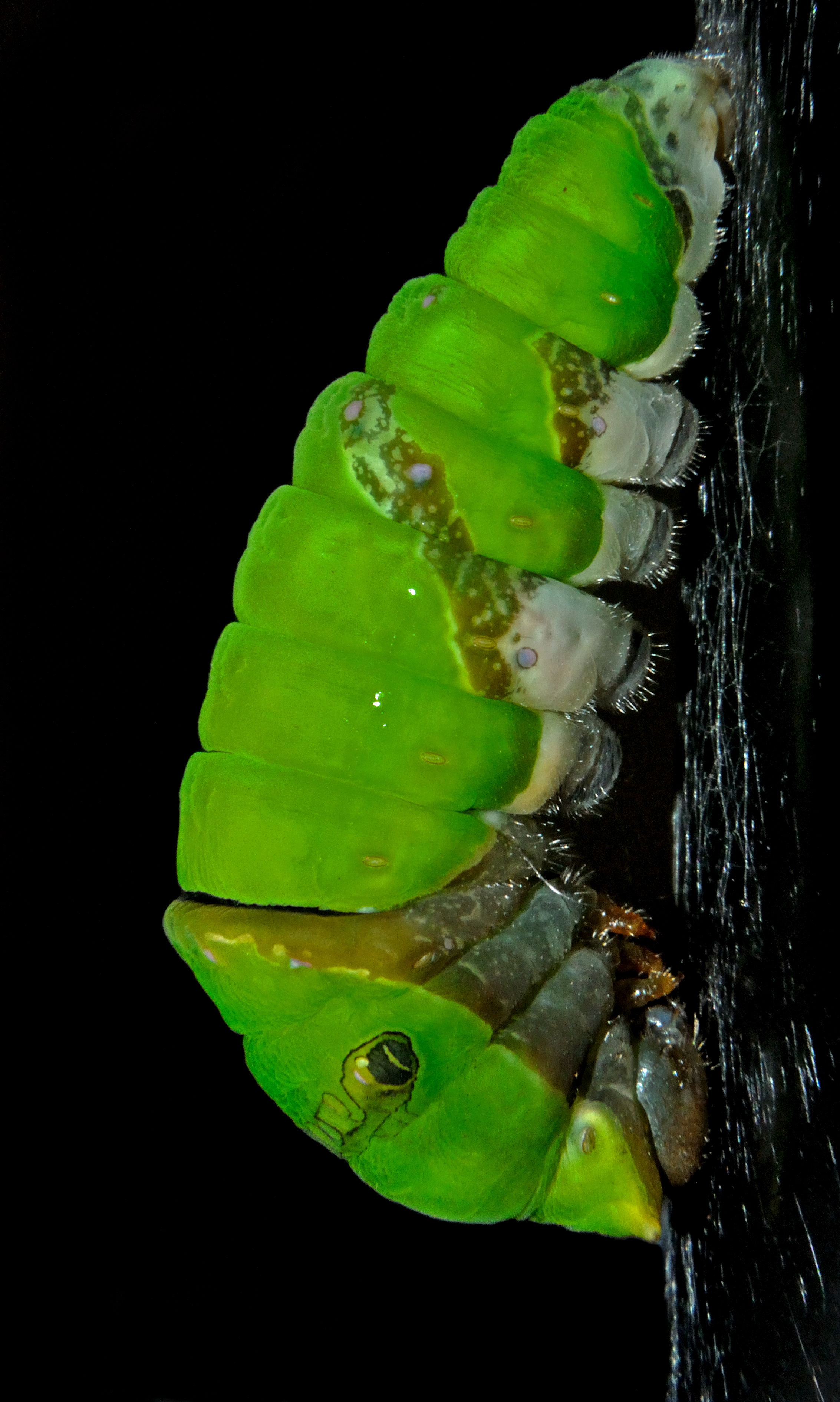
Primera etapa de pupa
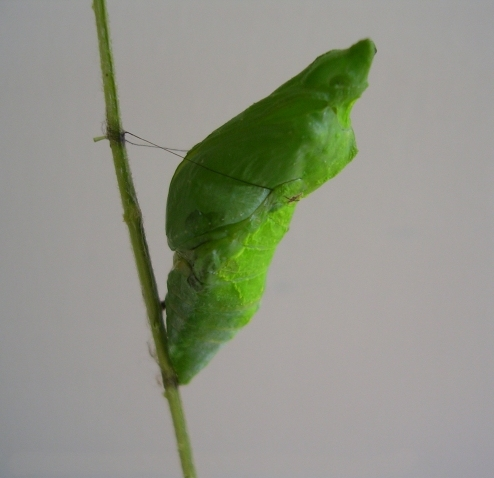
Pupa

Las hembras se posan en una rama expuesta con las alas abiertas o cerradas. Son cortejadas por los machos, que se acercan por detrás y se colocan en posición, lenta y elegantemente.

### Huevo
Los huevos son puestos de a uno sobre las hojas. Son redondos y de color amarillo a naranja claro.

### Oruga
Los primeros instares de la oruga se parecen mucho a los de la mariposa de lima común.
Los estadios posteriores se vuelven de color verde oscuro. Hay una banda negra transversal con un punto ocular a cada lado en los segmentos cuarto y quinto. Esta banda, que es más oscura y brillante que la de la oruga de la mariposa de lima, es la principal diferencia entre ambas.
La oruga del mormón común también tiene una banda oblicua en blanco y negro en los segmentos octavo y noveno, por lo que se asemeja a la del mormón azul. El osmeterio rojo intenso y la cabeza marrón amarillenta ayudan a distinguirla de dicha oruga, que tiene una cabeza verdosa.
Las orugas están fuertemente parasitadas por avispas calcídidas, con más de cien avispas diminutas que eventualmente emergen de cada pupa.

### Pupa
La pupa se encuentra en la parte inferior de las hojas y ramitas; es de color verde claro y sin marcas. Tiene dos proyecciones al frente en su cabeza y también una en su tórax. Se parece mucho a la oruga de la mariposa de lima, pero se puede distinguir por:
- las proyecciones en la cabeza que tienen una hendidura más profunda entre ellas.
- el abdomen que sobresale a un pequeño punto a cada lado.[5]

## Plantas alimenticias
Las larvas se crían en varias especies de la familia Rutaceae, que incluyen:
- Aegle marmelos o bael
- Atalantia racemosa[11]
- Citrus spp. (C. aurantifolia, C. maxima, C. limon, C. medica, C. sinensis)
- Glycosmis arborea
- Murraya koenigii – Hoja de curry
- Murraya paniculata